# Ernst Gottlieb von Steudel
Ernst Gottlieb von Steudel, né le 30 mai 1783 à Esslingen et mort le 12 mai 1856 dans la même ville, est un médecin et botaniste wurtembergeois.

## Carrière
Diplômé de médecine en 1805 à l'université de Tübingen, Ernst Gottlieb von Steudel s'installa à Esslingen pour pratiquer la médecine. Il rencontra Christian Ferdinand Friedrich Hochstetter, avec qui il fonda en 1825 la société de distribution et d'échange botanique Württembergischer botanische Reiseverein, qui devint plus tard Unio itineraria. Cette société avait pour but de financer les voyages d'exploration et de collecte de botanistes en revendant leurs récoltes aux instituts botaniques, voire à des particuliers versés dans l'étude d'herbiers.
Steudel laisse surtout son nom associé à ses grandes publications. En effet, son Nomenclator botanicus est un recueil visant à être un index complet des genres et espèces du règne végétal connus à son époque. Il en est résulté une précieuse et imposante liste alphabétique de près de 3 300 genres et 40 000 espèces végétales recensant les synonymies nomenclaturales et taxonomiques.
Son autre ouvrage majeur, Synopsis planterum glumacearum est une monographie sur les Graminées (vol. 1 : famille des Poaceae) et des Carex ou laîches (vol. 2 : famille des Cyperaceae). Une fois encore, le travail de Steudel est caractérisé par son exhaustivité et par le soin apporté à la taxonomie, et ces deux volumes condensent les connaissances de son époque sur le sujet, tout en décrivant de nombreuses nouvelles espèces.

## Principales œuvres
- Nomenclator botanicus, 2 vol. (1821-1824)
- Nomenclator botanicus, seu, Synonymia plantarum universalis, ed. 2, 1 vol. (1841)
- Synopsis planterum glumacearum, 2 vol. (1854-1855)

et, avec Christian Ferdinand Friedrich Hochstetter :
- Enumeratio plantarum Germaniae (1826)

## Taxons nommés en son honneur
- Steudelia (pt) C.Presl
- Steudelella Honda 1930